# Роз'єднання (фільм)
«Роз'єднання» (англ. Disconnect) — американський драматичний трилер режисера Генрі Алекса Рубіна, що вийшов 2012 року. У головних ролях Джейсон Бейтман, Гоуп Девіс, Френк Ґрілло.
Сценаристом був Ендрю Стерн, продюсером були Вільям Горберґ, Міккі Лідделл, Дженніфер Монро. Вперше фільм продемонстрували у вересні 2012 року в Італії на 69-му Венеційському кінофестивалі. В Україні у кінопрокаті фільм не демонструвався.

## Сюжет
Стрічка складається з трьох частин, у кожній з яких розповідається про різних людей. Вони можуть бути родичами, колегами чи навіть незнайомцями, проте їх об'єднує одне. Всі вони стикаються з негативною стороною впливу сучасних комунікаційних технологій. Вони борються із тим роз'єднанням, що створюють ці технології у спілкуванні людей.

### Детальний опис
Фільм досліджує, як люди переживають негативні сторони сучасних комунікаційних технологій, слідуючи трьом взаємопов'язаним історіям.
Перша сюжетна лінія. Амбітна молода репортерка Ніна Данем бере інтерв’ю у неповнолітнього стриптизера з відеочату на ім’я Кайл. Кайл, який утік із дому, працює на чоловіка на ім’я Гарві в "домі" разом з іншими стриптизерами з чат-румів. Після того як інтерв'ю набирає популярності, ФБР вимагає від Ніни розкрити адресу дому, щоб припинити незаконну діяльність. Оскільки вона заплатила Кайлу за перший контакт, це може вважатися порушенням закону. Через це поліція та її роботодавці тиснуть на неї, вимагаючи співпраці. Ніна хоче врятувати Кайла від цього бізнесу, але боїться втратити його довіру. Кайл неохоче дає їй адресу, але Гарві отримує попередження, і вся група тікає. Ніна слідує за ними до мотелю, де вони зупинилися, і просить Кайла піти з нею. Спочатку він згоден, але коли Ніна не може гарантувати йому безпечний притулок у себе вдома, він відмовляється. Гарві спостерігає за їхньою сваркою і вдаряє Ніну. Уся група стриптизерів з відеочатів покидає місце, а Ніна їде геть у сльозах.
Друга сюжетна лінія. Двоє хлопців, Джейсон та його друг Фрай, видають себе за дівчину на ім’я "Джессіка Роні" у Facebook Messenger і переконують підлітка Бена (сина Річа, юриста телеканалу, де працює Ніна) надіслати оголене фото. Хлопці розповсюджують фото серед однокласників, і воно швидко поширюється серед учнів їхнього класу. Через кібербулінг Бен намагається повіситися і впадає в кому. Річ наполегливо шукає відповіді в соціальних мережах Бена і починає спілкуватися з "Джессікою". Під час відвідин Бена в лікарні він зустрічає Джейсона, який представляється як Майк. Батько Джейсона (насправді Майк) дізнається про витівки сина і Фрая та приходить у лють, але захищає сина, видаляючи докази на iPad Фрая. Пізніше Річ дізнається правду про "Джессіку" і злісно йде до будинку Майка, що призводить до фізичної сутички. Джейсон намагається втрутитися, і Річ вдаряє його хокейною ключкою. Бійка закінчується, коли Майк вдаряє Річа, який падає на землю.
Третя сюжетна лінія. Молода подружня пара, Дерек і Сінді, досі не можуть оговтатися після трагедії дворічної давнини — смерті їхнього єдиного сина від СРДС (синдрому раптової дитячої смерті). Сінді не може припинити сумувати, а Дерек не в змозі говорити про втрату або впоратися зі своїми емоціями. Одного дня вони дізнаються, що їхні особисті дані вкрадено в інтернеті. Вони наймають приватного детектива Майка (батька Джейсона) для розслідування; той з’ясовує, що Сінді регулярно спілкується на сайті групи підтримки. Майк визначає, хто є злодієм, але виявляється, що це не він, а сам підозрюваний також є жертвою. Дерек і Сінді переслідують підозрюваного Стівена Шумахера, навіть проникаючи в його будинок у пошуках доказів. Коли Дерек збирається зустрітися з ним для з’ясування справи, Майк телефонує та повідомляє, що Шумахер не є злочинцем. Сам Шумахер, помітивши переслідування, виходить із рушницею, але Дерек, колишній морський піхотинець, роззброює його і переводить зброю на Стівена. Сінді вдається переконати його віддати зброю, пояснивши, що Шумахер підтримував її в онлайнспілкуванні.
Фільм завершується без остаточного розв’язання жодної з історій, але всі персонажі припиняють "відключатися" і стають ближчими до своїх близьких.

## У ролях
| Актор              | Персонаж                                  | Роль                                                    |
| ------------------ | ----------------------------------------- | ------------------------------------------------------- |
| Джейсон Бейтман    | Річ Бойд (англ. Rich Boyd)                | юридичний косультант на телевізійній станції            |
| Гоуп Девіс         | Лідія Бойд (англ. Lydia Boyd)             | дружина Річа                                            |
| Френк Ґрілло       | Майк Діксон (англ. Mike Dixon)            | приватний детектив                                      |
| Андреа Райзборо    | Ніна Данем (англ. Nina Dunham)            | репортерка                                              |
| Пола Петтон        | Сінді Галл (англ. Cindy Hull)             | дружина Дерека                                          |
| Александр Скошгорд | Дерек Галл (англ. Derek Hull)             | чоловік Сінді                                           |
| Мікаел Нюквіст     | Стівен Шумахер (англ. Stephen Schumacher) | підозрюваний у викрадені особистих даних Дерека і Сінді |
| Макс Тіріот        | Кайл (англ. Kyle)                         |                                                         |
| Джона Бобо         | Бен Бойд (англ. Ben Boyd)                 |                                                         |

## Сприйняття

### Критика
Фільм отримав позитивні відгуки: Rotten Tomatoes дав оцінку 68% на основі 71 відгуку від критиків (середня оцінка 6,6/10) і 77% від глядачів із середньою оцінкою 3,8/5 (12,768 голосів). Загалом на сайті фільми має позитивний рейтинг, фільму зарахований «стиглий помідор» від кінокритиків і «попкорн» від глядачів, Internet Movie Database — 7,5/10 (21 922 голоси), Metacritic — 64/100 (24 відгуки критиків) і 8,3/10 від глядачів (37 голосів). Загалом на цьому ресурсі від критиків і від глядачів фільм отримав позитивні відгуки.

### Касові збори
Під час показу у США, що розпочався 12 квітня 2013 року, протягом першого тижня фільм показали у 15 кінотеатрах і він зібрав 124,000  доларів США, що на той час дозволило йому зайняти 31 місце серед усіх прем'єр. Показ фільму протривав 42 дні (6 тижнів) і завершився 23 травня 2013 року. За цей час фільм зібрав у прокаті у США 1,436,900  доларів США.

### Виноски
1. 1 2 3  Disconnect: Release Info (англ.). Internet Movie Database. Процитовано 27 листопада 2013.
2. 1 2  Disconnect (англ.). Box Office Mojo. Процитовано 27 листопада 2013.
3. 1 2  Disconnect (англ.). The Numbers. Процитовано 27 листопада 2013.
4. 1 2  Disconnect (англ.). Internet Movie Database. Процитовано 27 листопада 2013.
5. ↑  Disconnect: Full Cast & Crew (англ.). Internet Movie Database. Процитовано 27 листопада 2013.
6. ↑  Связи нет. Премьеры (рос.). КиноПоиск. Процитовано 27 листопада 2013.
7. ↑  Disconnect (англ.). Rotten Tomatoes. Процитовано 27 листопада 2013.
8. ↑  Disconnect (англ.). Metacritic. Процитовано 27 листопада 2013.